# Messina (1867)
«Мессіна» (італ. Messina) - броненосець Королівських військово-морських сил Італії  типу «Прінчіпе ді Каріньяно» другої половини 19-го століття.

## Історія створення
Броненосець «Мессіна» був закладений 25 вересня 1861 року на верфі «Regio Cantiere di Castellammare di Stabia» в Кастелламмаре-ді-Стабія. 
Спущений на воду 20 грудня 1864 року, вступив у стрій у лютому 1867 року.

## Історія служби
Історія служби була нетривала - лише 13 років. Це було зумовлено швидким розвитком броненосців у 2-й половині XIX століття, внаслідок чого кораблі швидко ставали застарілими. До того ж після поразки у битва біля Лісси італійський уряд зменшив бюджетні витрати на флот, екіпажі кораблів були частково демобілізовані, а кораблі більшу частину часу проводили в портах. 
В результаті броненосець «Мессіна» практично не залучався до активної служби. У 1870 році його озброєння було змінене - були встановлені 6 x 250-мм гармат, 8 x 203-мм гармат та 8 x 164-мм гармат.
У 1880 році «Мессіна» був виключений зі складу флоту і зданий на злам.